# Audigny
Audigny es una comuna francesa situada en el departamento de Aisne, de la región de Alta Francia.

## Geografía
Está ubicada al sur de Guisa y a 17 km al este de Vervins.

## Demografía
| 359 | 326 | 224 | 193 | 214 | 207 | 255 | 282 |
| Para los censos de 1962 a 1999 la población legal corresponde a la población sin duplicidades (Fuente: INSEE [Consultar]) |     |     |     |     |     |     |     |